# Mount Lied
Mount Lied ist ein markanter, pyramidenförmiger und 1737 m hoher Berg im ostantarktischen Mac-Robertson-Land. In der Porthos Range der Prince Charles Mountains ragt er 11 km ostnordöstlich des Mount Mervyn auf.
Entdeckt wurde er 1956 von der Südgruppe einer Mannschaft der Australian National Antarctic Research Expeditions unter der Leitung des australischen Bergsteigers William Gordon Bewsher (1924–2012). Das Antarctic Names Committee of Australia benannte ihn nach Nils Tønder Lied (1920–1993), Wetterbeobachter auf der Mawson-Station im Jahr 1956 und auf der Davis-Station im Jahr 1957.